# خورخي سيلفا (لاعب كرة قدم مواليد 1972)
خورخي سيلفا هو لاعب كرة قدم برتغالي في مركز حراسة المرمى، ولد في 13 يناير 1972 في لاميغو في البرتغال. شارك مع منتخب البرتغال لكرة القدم. أما مع النوادي، فقد لعب مع نادي بورتو ونادي ريو أفي ونادي سانتا كلارا.

## وصلات خارجية
- خورخي سيلفا (لاعب كرة قدم مواليد 1972) على موقع قاعدة بيانات كرة القدم.إي يو (الإنجليزية)
- خورخي سيلفا (لاعب كرة قدم مواليد 1972) على موقع ناشيونال فوتبول تيمز (الإنجليزية)
- خورخي سيلفا (لاعب كرة قدم مواليد 1972) على موقع Soccerway.com (الإنجليزية)